# 丁吉爾

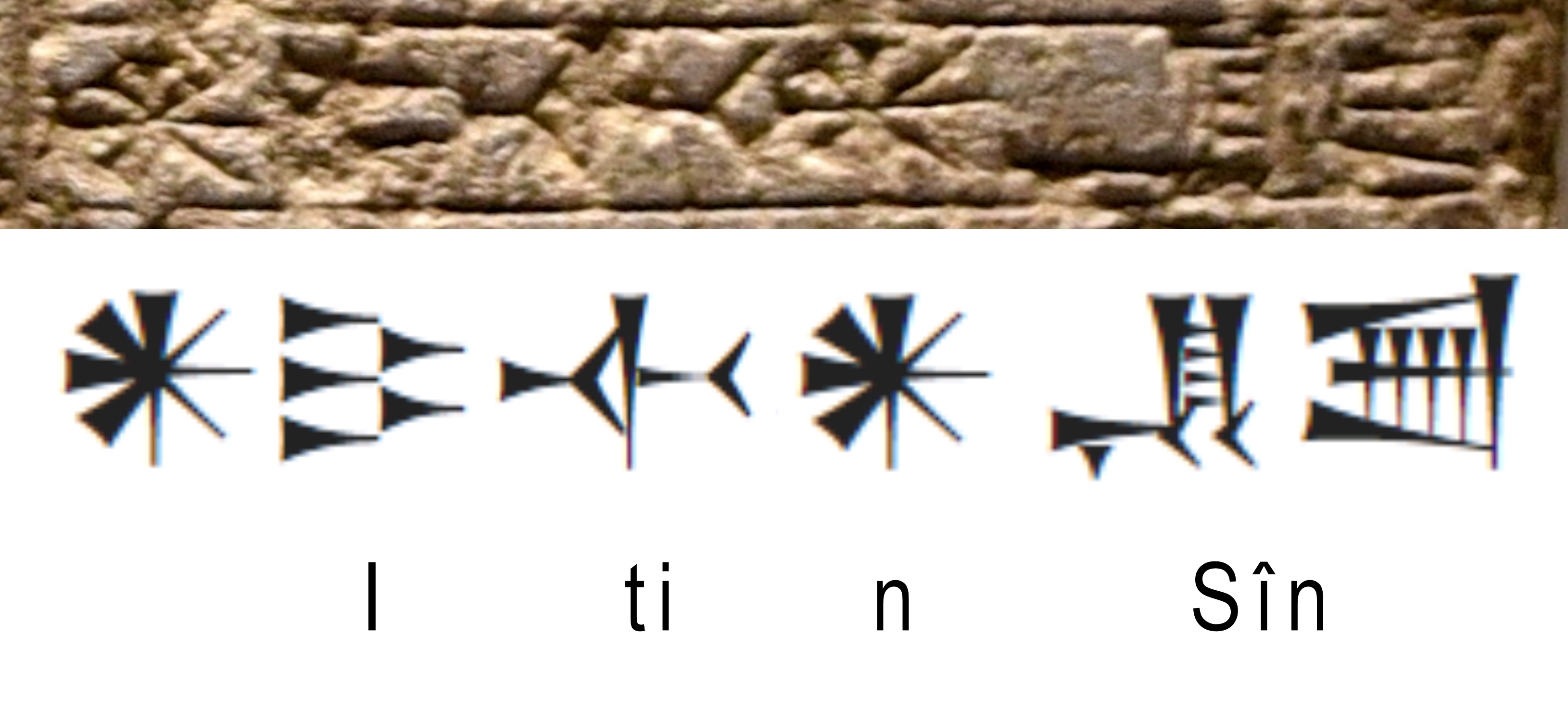

丁吉尔“Dingir”（一般音译diĝir，明显的发音是/diŋir/）是一种楔形文符号，最常见于对“神”的指定，但它自身也有含意。作为一个限定词，它本身不发音，并且通常被译为上标“D”，如DInanna（女神伊南娜）等。一般地来讲，“丁吉尔”可译为“男神”或“女神”。
苏美尔楔形文字符号（DIĜIR，本身代表了苏美尔文字（天或天堂，苏美人神殿中的最高神“安”（An）和“diĝir”（神）的表意符。在亚述楔形文字中，它（安、DIĜIR）可能既是“神”（ilum）的表意符，又是安或“ìl-”的音节书写符。在赫梯拼法中，该符号的音节值是再加一个“An。
苏美尔文化中“神”的概念与“天”有关，因为楔形文字中两个这样的符号就代表了“天空”，而其原来的形状是一颗星。因此，“神”的原义是与天空中显圣的“光明”或“光亮”相联系的。苏美尔的“丁吉尔”被认为可能与突厥的腾格里“天空，天堂”有关的一个外来词。

## 楔形文符号

### 苏美尔语
苏美尔语符号”DIĜIR“源于一般表示神或”众神至高无上的父亲“-苏美尔神“安”的星形表意符。丁吉尔也代表着天空或天堂，与“祺”所代表的大地正相反，它的苏美尔语发音“迪麦尔”（dimer）。
“diĝir”的复数形式，除个别外，可以是“diĝir-diĝir”。

### 亚述语
亚述语符号“DIĜIR”的含义可能是：
- 阿卡德名词词根“ il”-意为“男神”或“女神”，从闪米特语'il-按顶音法所衍生；
- 阿努姆神（Anum）；
- 阿卡德词 šamû 意思是“天空”；
- 安（An）和“il”的音节；
- 介词，意指“在”或“到”；
- 限定词，表明以下单词是一个神名。

依据一种说法，“丁吉尔”也可指是“祭司”或“女祭司”，尽管在阿卡德语中另有“ēnu”和“ēntu”，也可译作“祭司”和“女祭司”。例如：“nin-dingir ”，意指在埃利都（Eridu）城恩基神庙中接收食物的女祭司。

### 引用
1. ↑  Edzard, 2003
2. ↑  Hayes, 2000
3. ↑  Mircea Eliade, John C. Holt, Patterns in comparative religion, 1958, p. 94. The connection of dingir and Old Turkic tengere was made by F. Hommel in Grundriss der Geographie und Geschichte des alten Orients (1928).
P. A. Barton in Semitic and Hamitic Origins (1934) suggested that the Mesopotamian sky god Anu may have been imported from Central Asia to Mesopotamia. 
The similarity of dingir and tengri was noted as early as 1862 (i.e. during the early phase of the decipherment of the Sumerian language, before even the term Sumerian had been coined to refer to it),  by George Rawlinson in his The Five Great Monarchies of the Ancient Eastern World (p. 78).
4. ↑  玛格丽特.惠特尼.格林, 《苏美尔的埃利都》